# تيسامنوس

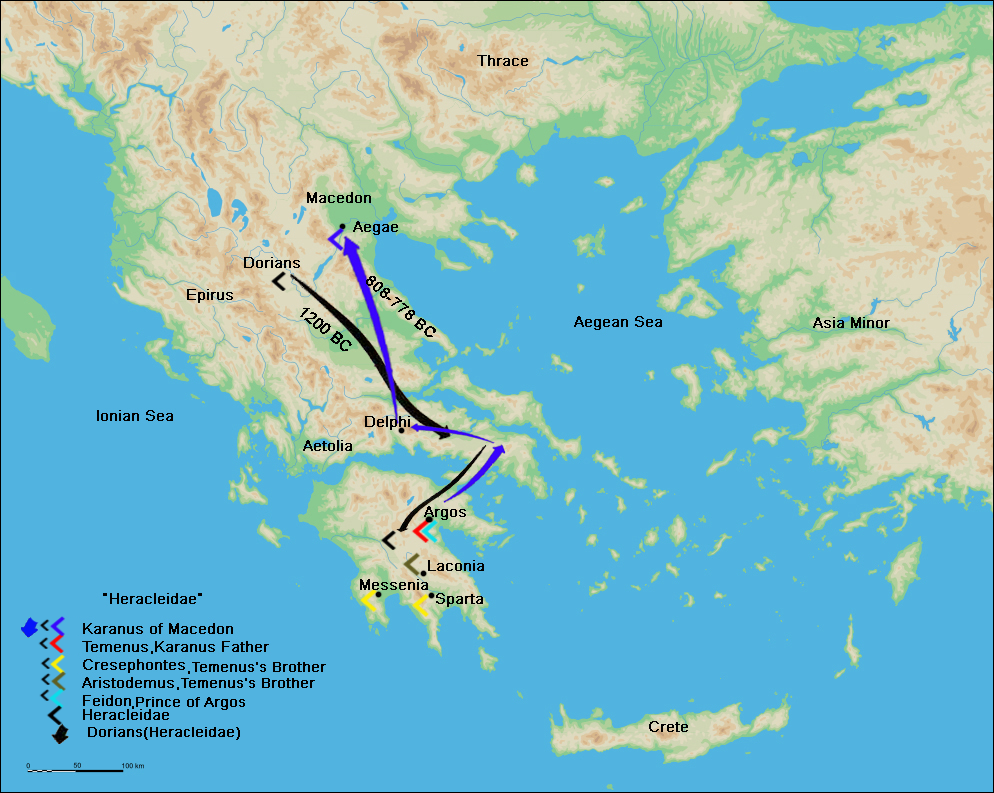
Route of Karanos to establish his own kingdom

تيسامنوس (باليونانية: Τισαμενός) حسب الميثولوجيا اليونانية هو ابن أوريستيس من هرميون ابنة مينيلوس أو ايريغون ابنة أيجيستوس و ملك على آرغوس و أسبرطة.

## وصلات خارجية
- بوسانياس، وصف اليونان (باللغة الإنجليزية)